# Real Love (John Lennon)
Real Love is een lied dat geschreven is door John Lennon van The Beatles. Normaal gezien zijn Beatles-nummers geschreven door Lennon of McCartney steevast toegeschreven aan Lennon-McCartney, maar deze compositie is een van de weinige uitzonderingen hierop. Oorspronkelijk opgenomen door Lennon in 1979, negen jaar na het uiteenvallen van de Beatles, werd het pas in 1988 uitgebracht na de moord op Lennon, en later herwerkt door de drie overlevende ex-Beatles voor Anthology 2 in 1996.

## John Lennons versie
In 1979 en 1980 maakte Lennon zes takes van het nummer samen met Real Life, een ander nummer dat samengevoegd is met Real Love. Lennon was toentertijd een theaterstuk aan het maken, genaamd The Ballad of John and Yoko, wat onafgewerkt bleef. Hij twijfelde ook om het nummer te gebruiken als opener van de B-kant van Double Fantasy, zijn laatst uitgegeven album tijdens zijn leven.
Het nummer werd terzijde gelegd tot de zesde take werd gebruikt als deel van de soundtrack van de documentaire Imagine: John Lennon. Later werd het nog uitgegeven op het album Acoustic in 2004. De demo met enkel Lennon op piano werd uitgebracht in 1998 op John Lennon Anthology en later op Working Class Hero: The Definitive Lennon.

### Muzikanten
- John Lennon - leadzang, akoestische gitaar

## The Beatles' versie
Het idee om een aantal oude Lennon-nummers te herwerken was van voormalige Beatles-roadmanager Neil Aspinall en George Harrison, die Yoko Ono, de weduwe van Lennon, aanspoorden om een aantal demo's te delen. In januari 1994 vertrok Paul McCartney naar New York om in Lennons naam hem te huldigen in de Rock and Roll Hall of Fame. Aldaar kreeg hij ten minste vier nummers van Ono. Uiteindelijk werden Free as a Bird en Real Love uitgekozen om te bewerken.
Producer George Martin, die het meeste productiewerk van The Beatles verzorgde, weigerde zijn medewerking. In de plaats daarvan werd er beroep gedaan op Jeff Lynne van Electric Light Orchestra, een goede vriend van Harrison die vaak zijn medewerking verleende aan Harrisons solo-albums en een groepslid was van de Traveling Wilburys, waar ook Harrison deel van uitmaakte. Geoff Emerick werd als geluidstechnicus gerekruteerd, de vaste geluidstechnicus van The Beatles.
Het voordeel van Real Love was dat er geen extra tekst geschreven moest worden, in tegenstelling tot Free as a Bird, dat extra tekst van McCartney bevat. Het nadeel van Real Love was de lage opnamekwaliteit van Lennons versie, en Lennons timing op de opname. Net als bij Free as a Bird werkten de overlevende ex-Beatles in McCartneys studio in Sussex. Er werd gebruik gemaakt van een contrabas die toebehoorde aan Elvis Presleys bassist Bill Black, een Fender Jazz-basgitaar, een aantal Fender Stratocaster-gitaren waaronder Harrisons "Rocky Strat" (die op de video van I Am the Walrus te zien is), en een Ludwig-drumstel. Verder vallen nog enkele andere muziekinstrumenten te horen, waaronder een Baldwin combo harpsichord (door Lennon bespeeld op The Beatles’ Because), en een harmonium (te horen op The Beatles’ We Can Work It Out).
Er werd ook een videoclip van Real Love gemaakt. Geoff Wonfor filmde de muzikanten in de muziekstudio met een handcamera. Co-regisseur van de videoclip was Kevin Godley, ex-10CC-lid dat samen met Lol Creme verantwoordelijk was voor verschillende innovaties in het creëren van videoclips, waaronder Godley & Cremes An Englishman in New York.

### Muzikanten
Bezetting volgens Ian MacDonald
- John Lennon – leadzang (met artificial double-tracking), piano
- Paul McCartney – leadzang, achtergrondzang, elektrische basgitaar, contrabas, akoestische gitaar, synthesizer/orgel (?), percussie
- George Harrison – achtergrondzang, elektrische gitaar, akoestische gitaar, percussie
- Ringo Starr – drums, percussie
- Jeff Lynne - achtergrondzang, gitaar

## Coverversies
- Regina Spektor nam een versie op voor het verzamelalbum Instant Karma: The Amnesty International Campaign to Save Darfur.
- Adam Sandler zong het nummer in de film Funny People uit 2009.
- Tom Odell bracht zijn versie van Real Love als single uit in 2014.
- The Last Royals coverden het nummer in 2015.
- Het nummer werd opgenomen voor een chocoladereclame uit 2023.